# Jacques Cooper
Jacques Cooper (Párizs 3. kerülete, 1931. január 23. – Asnières-sur-Seine, 2024. március 30.) francia formatervező, többek között a TGV motorvonatok formatervezése kapcsolódik a nevéhez.

## Életpályája
Lovászcsaládban született. Apja angol, anyja sarthe-i származású volt. Gyermekkorát szüleivel Párizsban töltötte, ahol letelepedtek. Már korán vonzódott a rajzoláshoz, és 1947-ben beiratkozott az École Boullebe, ahol 1951-ben diplomázott.
1953-ban az Ecole Boulle felajánlott egy állást a francia származású amerikai tervező, Raymond Loewy irodájában; 1957-ig maradt ott, üzletberendezéseken dolgozott (BHV, Monoprix stb.). 1957-ben a Sud-Aviation számára egy helikopter prototípusának burkolatát tervezte; ez a helikopter, a "Gouverneur", egyedi példány volt, egy módosított "Alouette II ".
Ezt követően a háztartási gépek (General Motors – Frigidaire, Arthur Martin) és az autóipar (Renault, Brissonneau et Lotz) területén dolgozott. A Heuliez-ben épített Murène prototípus karosszériáját tervezte egy középmotoros Porsche 914-es alapján. Az 1960-as évek végén a Brissonneau et Lotznak kezdett dolgozni, ahol megbízást kapott, hogy az Alsthom számára tervezzen "egy vonatot, amely nem úgy néz ki, mint egy vonat" (a Brissonneau et Lotz akkoriban az Alsthom alvállalkozója volt); első vázlatai ehhez a projekthez 1969-ből származnak. 1972-ben távozott a Brissonneau-tól az Alsthomhoz, ahol a TGV 001 gázturbinás vonat külső vonalvezetését és belső berendezési tárgyait tervezte.
1975-ben a TGV Sud-Est számára az SNCF tervpályázatot írt ki 4 francia tervezőiroda között. Jacques Coopert az MBD Design Group nevezte be a versenyre. Az SNCF két projektet választott ki: Roger Tallon's Design Programme és az MBD Design Group terveit. A két projekt modelljeit bemutatták Gare de Lyonban, és felmérést is szerveztek, de az eredmények nem voltak meggyőzőek. Ezért úgy döntött, hogy a PSE belső terének tervezését a kiválasztott gyártóra, az Alsthomra bízza. Természetesen Jacques Cooper, a vállalat házi tervezője dolgozta ki a programot. Tervét a külső vonalvezetés tekintetében azonnal elfogadták, de számos alkalommal felkérték, hogy dolgozza át a belső berendezést, az üléstől az ajtókilincsekig.
Jacques Cooper átfogó tervét a TGV Atlantique-ra vonatkozóan 1986 augusztusában elutasították, és végül Roger Tallon kapta meg a szerelvények felszerelésének és a kocsik külső festésének tervezésének a feladatát, a szerelvény teljes formájának tervezését pedig Cooper kapta meg. Jacques Coopert végül 1987-ben elbocsátotta az Alsthom, de nem anélkül, hogy ne tervezte volna meg a Santiagói metrót, a Kairói metrót (egy Alsthom által épített vonal), valamint a kínai ND4 dízel- és 8K villamos mozdonyokat.
Jacques Cooper visszavonulva él Suresnes-i otthonába.

## Képgaléria

Jacques Cooper művei
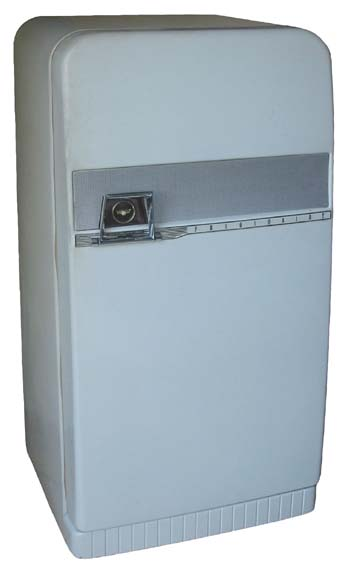
Hűtőszekrény
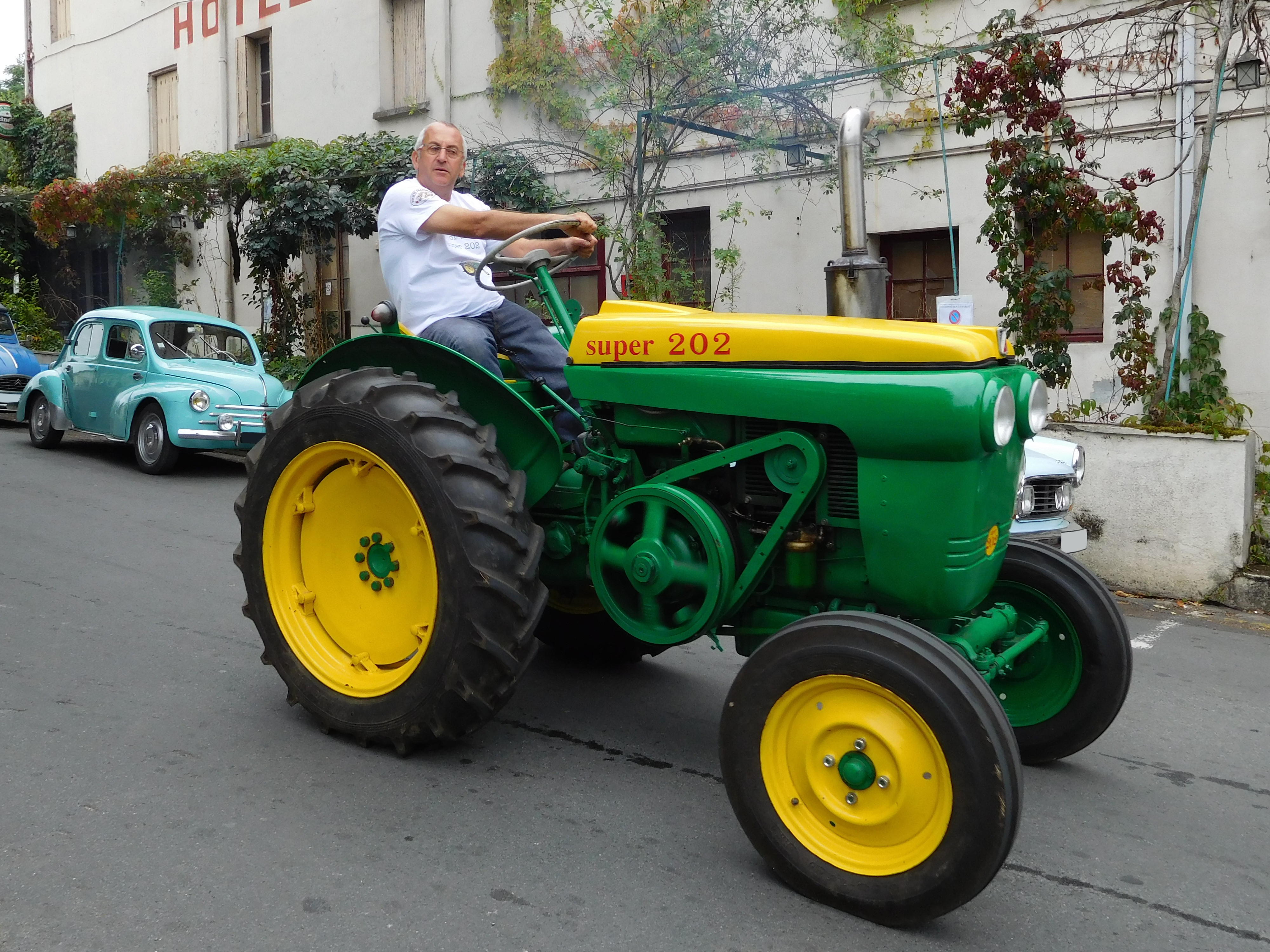
SFV Super 202 traktor
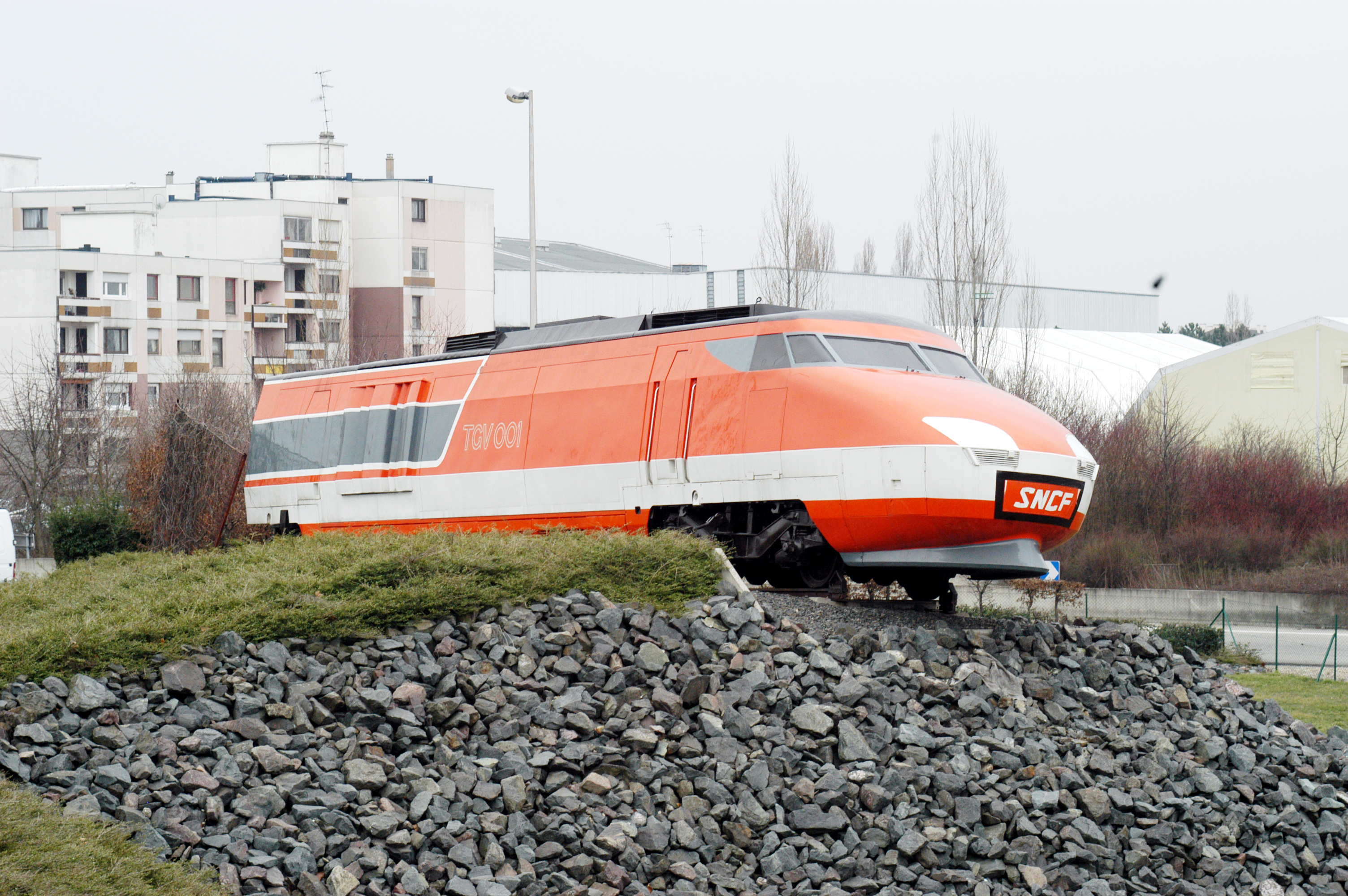
TGV 001
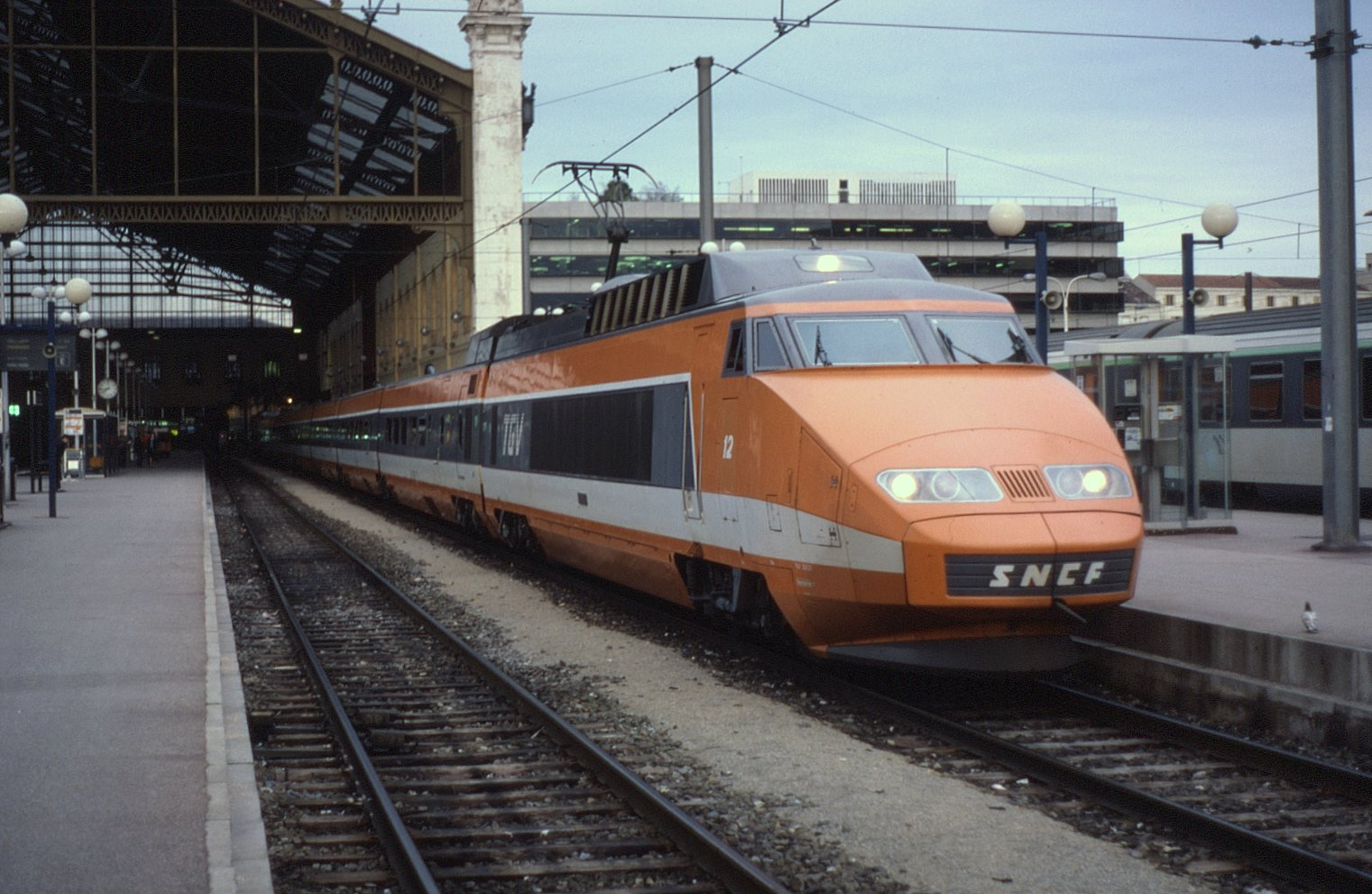
TGV Sud-Est
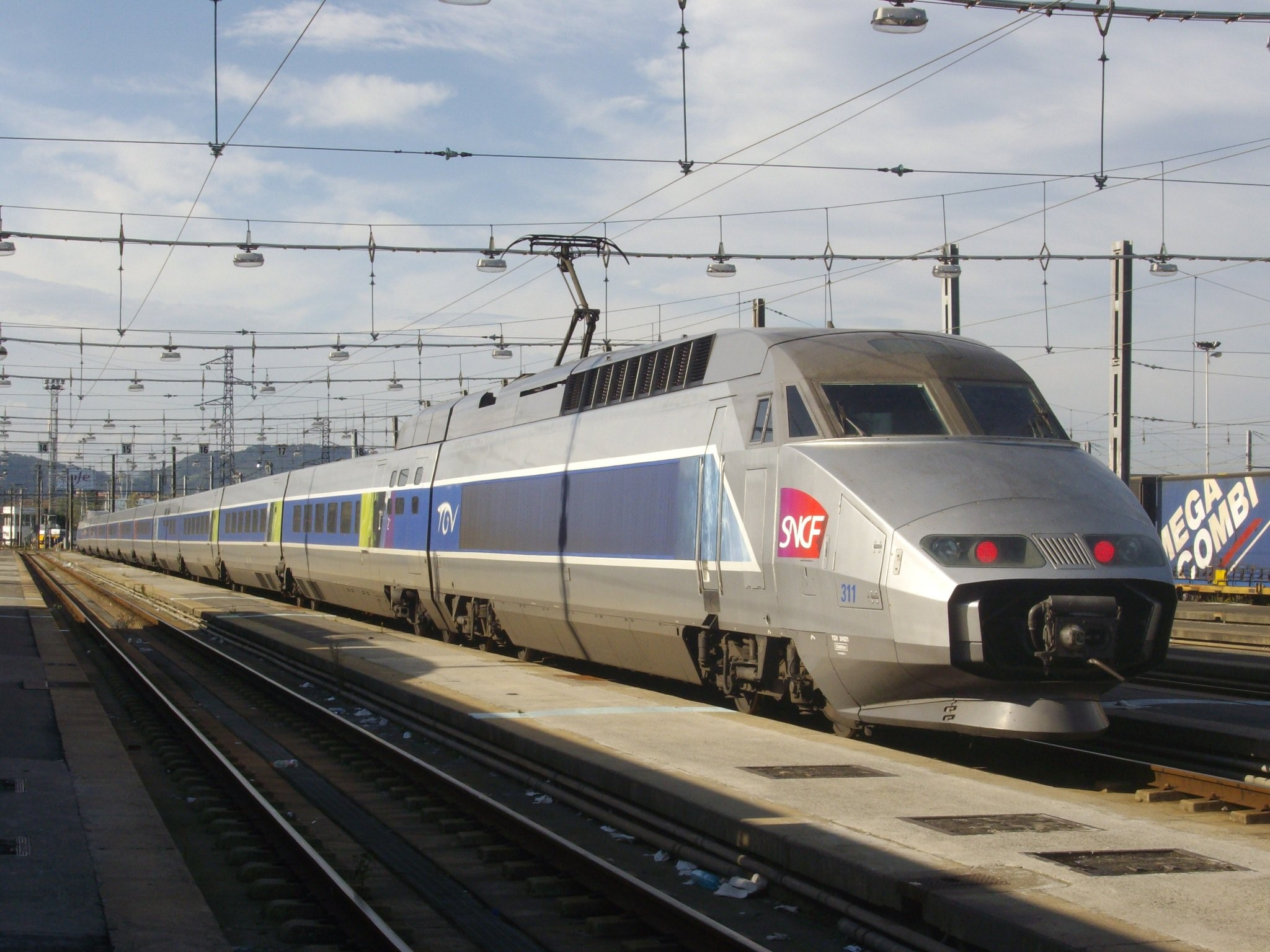
TGV Atlantique
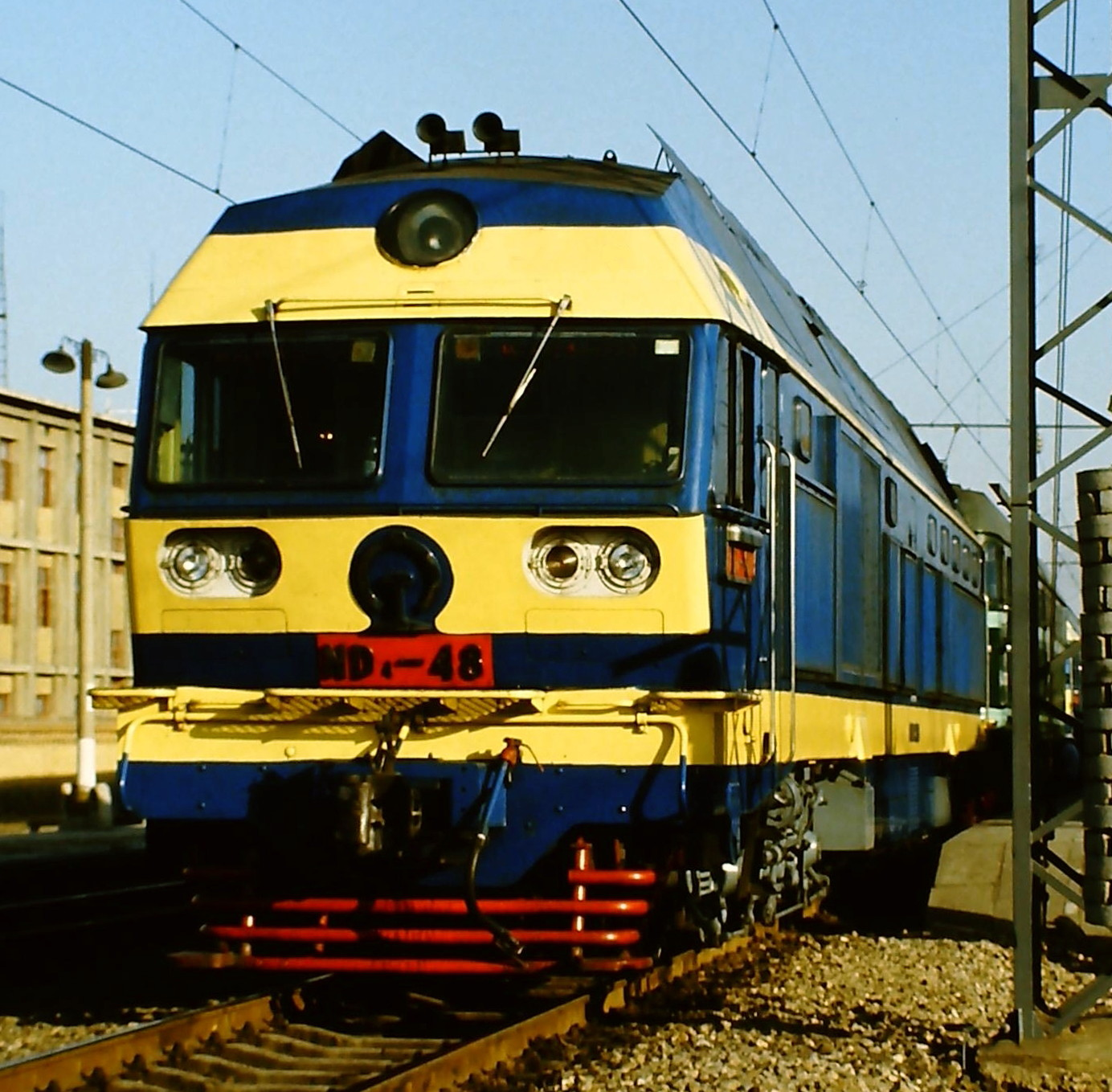
China Railways ND4 dízelmozdony
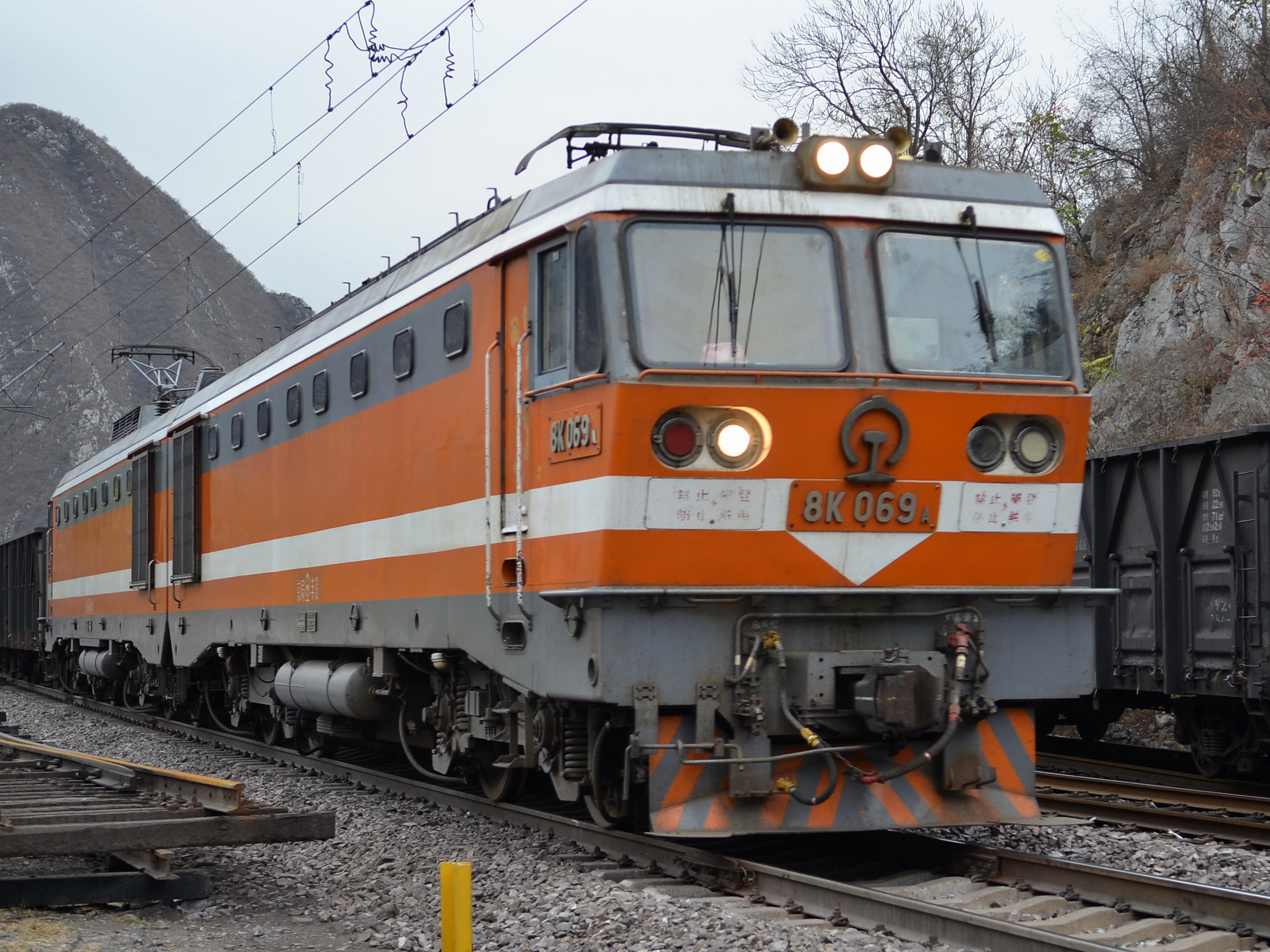
China Railways 8K villamosmozdony